# إدي فلوود
إدي فلوود (بالإنجليزية: Eddie Flood)‏ هو لاعب كرة قدم بريطاني، ولد في 9 نوفمبر 1952. لعب مع نادي ترانمير روفرز لكرة القدم ونادي ليفربول.